# آزارا
آزارا (نام علمی: Azara) نام یک سرده از تیره بیدیان است.